# Suzanne Kruseman
Suzanne Kruseman (Nieuwkoop, 5 oktober 1864 – Breda, 8 maart 1944) was een Nederlandse schrijfster van kinderboeken.

## Familie
Suzanne Kruseman werd in 1864 geboren als tweede kind van vier van Hendrik Lambertus Kruseman (1831-1871) en Annette Jeanne Henriette Boissevain (1835-1894). Ze was een kleindochter van de kunstschilder Jan Adam Kruseman. Na het overlijden van haar vader, die remonstrants predikant was, verhuisde de familie naar Haarlem. Suzanne trouwde in 1902 met Pieter Gerrit Gruys (1876–1947). Het huwelijk werd in Batavia, Buitenzorg gesloten, waar Gruys als officier bij het Koninklijk Nederlandsch-Indisch Leger diende.

## Loopbaan
Onder de naam S. Gruys Kruseman verschenen verschillende kinderboeken van haar hand, deels als auteur, deels als co-auteur of samenstelster.